# Miltoniopsis
Genre
Miltoniopsis est un genre d'orchidées originaires d'Amérique du Sud (Brésil, Pérou, Bolivie, Colombie).
Les fleurs de Miltoniopsis ressemblent à de grosses pensées. Elles sont agréablement parfumées, celles des Miltonia sont beaucoup plus découpées et les pétales et sépales sont fins. Les Miltonia ont des exigences de culture différentes.
Dans la nature, ces plantes poussent dans les arbres, sur les écorces. Elles ne sont pas parasites de leur support, ce sont des plantes épiphytes. Il existe une vingtaine d'espèces du genre.

## Description
- Plantes épiphytes ou lithophytes (poussent sur des roches).
- Les pseudobulbes sont surmontés d'une feuille lancéolée persistante au sommet, ou de deux feuilles dans le cas des Miltonia.

## Espèces deMiltoniopsis
- Miltoniopsis bismarckii  Dodson & D.E.Benn. (1989)
- Miltoniopsis phalaenopsis  (Linden & Rchb.f.) Garay & Dunst. (1976)
- Miltoniopsis roezlii  (Rchb.f.) God.-Leb. (1889)
- Miltoniopsis vexillaria  (Rchb.f.) God.-Leb. (1889) - espèce type -
- Miltoniopsis warszewiczii  (Rchb.f.) Garay & Dunst. (1976)

Voir aussi les espèces classées dans le genre Miltonia.

## Culture en appartement
Celle-ci n'est pas aisée en raison des exigences précises de températures. Cependant, les hybrides du genre, plus résistants, peuvent prospérer chez vous pour peu que vous connaissiez bien leur culture.

### Hygrométrie
Les Miltoniopsis réclament une hygrométrie élevée, il faut donc placer les pots sur un lit de billes d'argile que l'on maintiendra humides en permanence. Il faut éviter de vaporiser le feuillage et les fleurs. Le substrat doit être humide en permanence, les pseudobulbes ne doivent pas se flétrir.

### Température
En été la température doit être maintenue autour de 23 °C et ne jamais dépasser 27 °C le jour, et la nuit elle doit être autour de 15 °C. En cas de forte chaleur, placer les Miltoniopsis à l'ombre, maintenir une bonne hygrométrie et les arroser régulièrement.
En hiver, la température diurne doit être entre 18 °C et 20 °C et la température nocturne entre 14 °C et 16 °C.

### Éclairage
Comme la plupart des orchidées, les Miltoniopsis n'aiment pas le soleil direct, du moins en été aux heures les plus chaudes. En hiver, elles apprécieront le soleil direct. Au printemps, lorsque le soleil devient plus fort et qu'il y a des risques de brûlures du feuillage, placez les Miltoniopsis en situation ombragée.

### Apport d'engrais
3 fois par mois, et dilué deux fois plus que les indications, afin d'éviter de brûler les racines qui sont fragiles. De temps en temps, arrosez à l'eau claire pour éliminer les sels d'engrais qui pourraient brûler les racines à force de s'accumuler dans le substrat.

### Rempotage
À éviter et à n'effectuer que si le substrat est décomposé. Les racines n'aiment pas être dérangées.

À n'effectuer qu'après la période de floraison, quand la nouvelle végétation démarre.
 
Le substrat doit être de granulométrie moyenne, composé de 2/3 d'écorces de pin (de 1cm" environ), et 1/3 de petites billes d'argiles et charbon de bois en mélange. Vous pouvez aussi ajouter en petite quantité des éléments rétenteurs d'eau comme la sphaigne.

Il faut bien humidifier ce substrat durant quelques heures, puis le laisser égoutter. Après avoir dépoté la plante de son ancien pot, supprimer les racines mortes et les résidus de l'ancien substrat. Au fond du pot, disposer une couche de billes d'argile pour assurer le drainage, puis une couche du nouveau substrat, y déposer la plante et introduire délicatement le nouveau substrat entre les racines. La base des pseudo-bulbes doit être à la surface du substrat. Tapoter légèrement le pot sur le plan de travail pour combler les trous. Après cette opération, vous devrez sûrement ajouter un peu de substrat.
Remettre la plante à sa place habituelle et attendre quinze jours avant d'arroser à nouveau.

### Floraison
La période de floraison dure environ six à huit semaines

## Hybrides
- × Miltoniopsis Hoggar, hybride de × Miltoniopsis Nyasa et × Miltoniopsis Clio

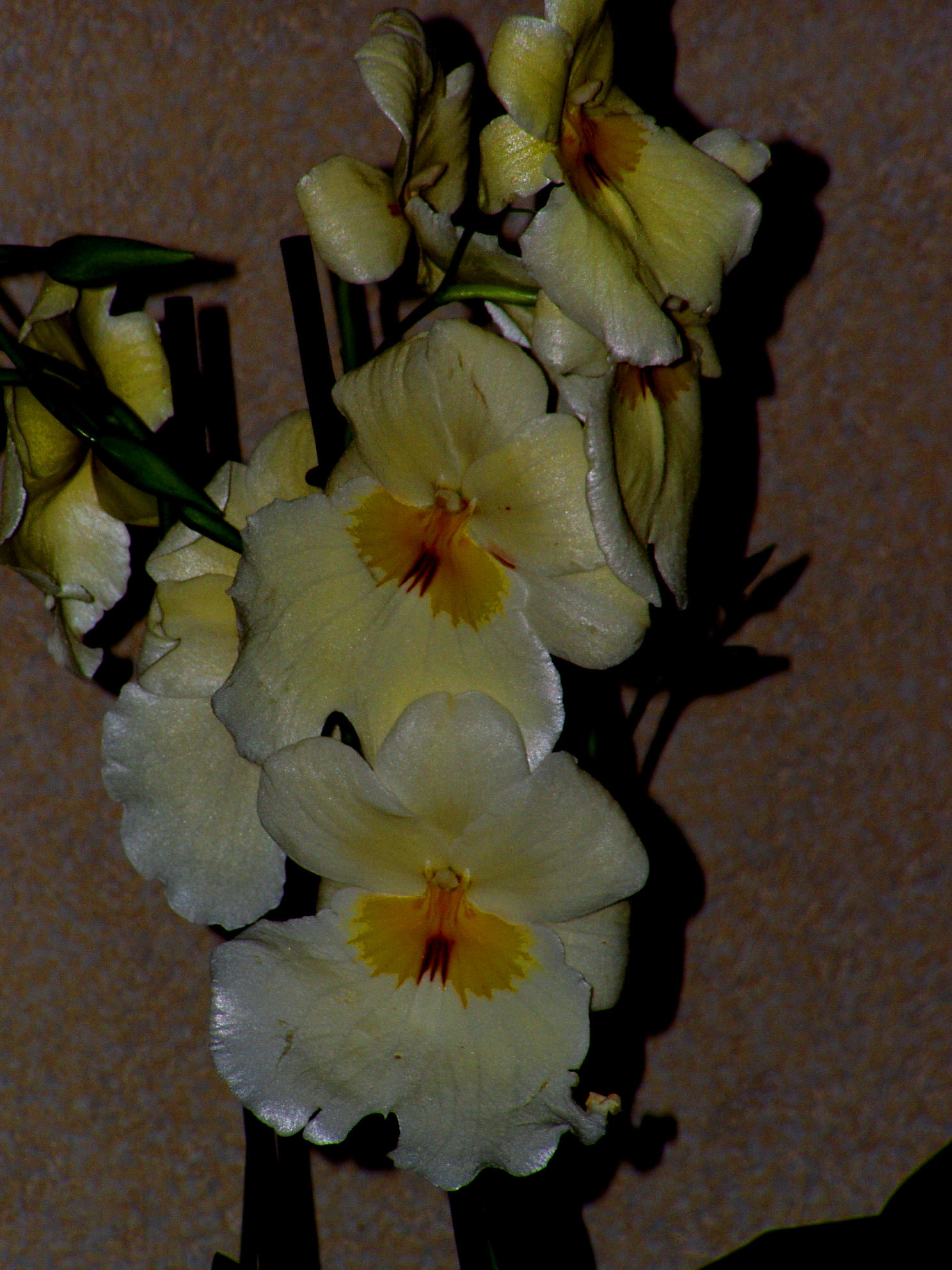
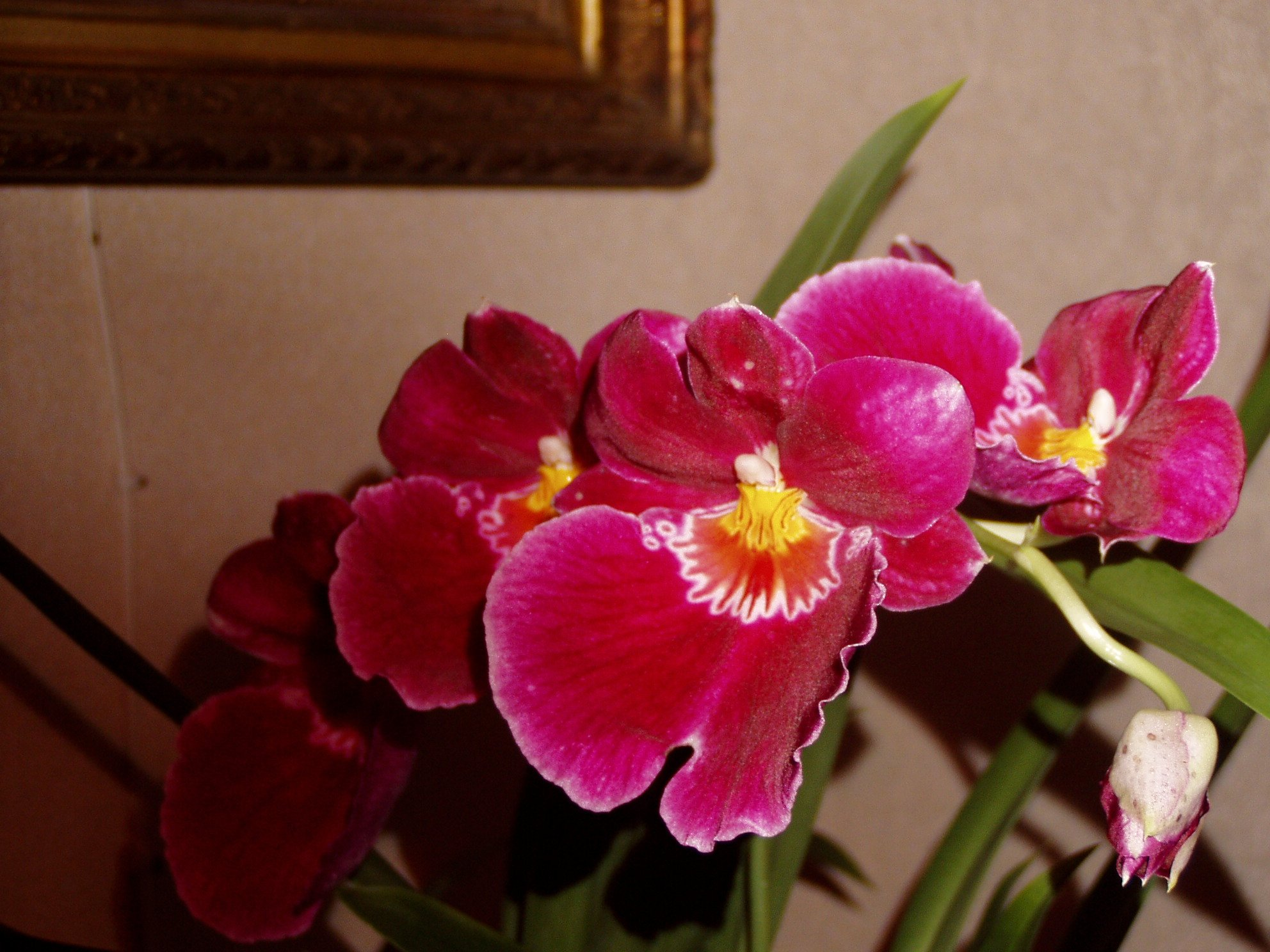
x Miltoniopsis Hoggar
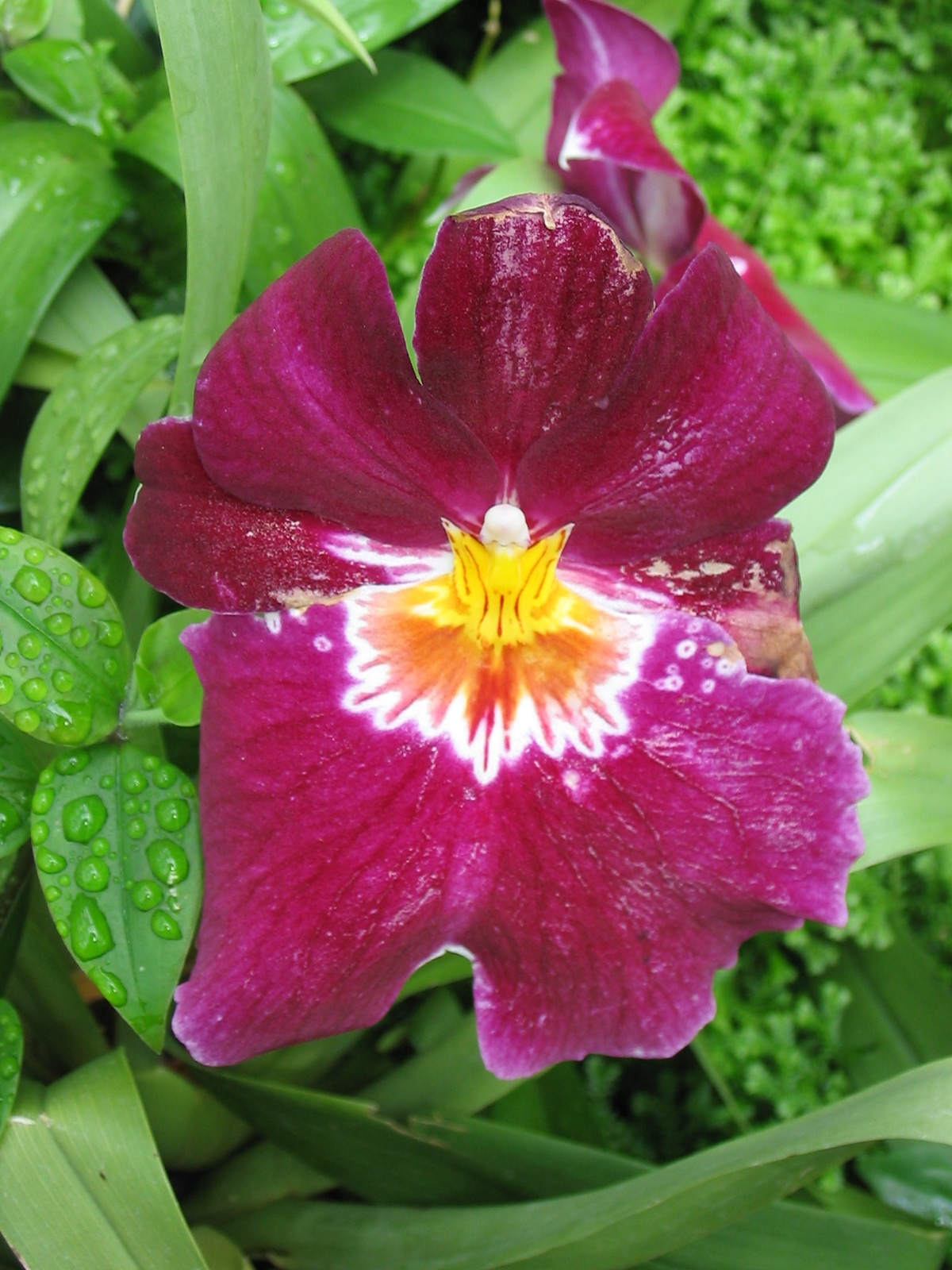
× Miltoniopsis Hoggar